# Anii 1960
Anii 1960 au fost un deceniu care a început la 1 ianuarie 1960 și s-a încheiat la 31 decembrie 1969.
În SUA ia naștere și evoluează o contracultură dominată de curentele hippie și de protestele împotriva Războiului din Vietnam.
În Africa, peste 32 de state își recâștigă independența.

## Demonstrații și reforme
- 1968: Primăvara de la Praga
- 1968: Mai 1968: proteste studențești și grevă generală în Franța

## Evenimente politico-militare

### Războaie
- Războiul Rece
  - Războiul din Vietnam
    - 1961: Trupele americane invadează Vietnamul.
    - 1964: În august are loc Incidentul din Golful Tonkin.
- Conflictul arabo-israelian
- 1961: Invazia din Golful Porcilor
- 1961 - 1974: Războiul Colonial Portughez

### Intervenții militare
- 1968: Invazia Cehoslovaciei